# Karen Duggan
Karren Duggan, née le 29 mai 1991 à Piltown, dans le Comté de Kilkenny, est une footballeuse internationale irlandaise évoluant au poste de milieu de terrain au Peamount United. Avec ce club elle remporte trois fois le championnat d'Irlande.

## Biographie

### Ses débuts
Karen Duggan nait dans le village de Piltown dans le comté de Kilkenny le 29 mai 1991. Ses parents sont Pat et Bernie Duggan. Elle a un frère plus âgé dénommé John. Elle est scolarisée à Scoil Mhuire à Carrick-on-Suir où elle passe son Living Certificate. Lors de sa jeunesse, elle pratique plusieurs sports, le football, le basket-ball et comme la plupart des jeunes irlandais les sports gaéliques, football gaélique et camogie. Son premier club de football est le Piltown LFC. Elle est aussi licenciée au Piltown GAA grâce auquel elle est appelée à jouer pour le Kilkenny GAA. Elle participe à la finale du Championnat d'Irlande Mineur de Camogie en 2009.
Entre 2009 et 2013, elle est à l'Université de Limerick où elle est diplômée en sciences de l'éducation. Ce diplôme lui permet de pouvoir exercer le métier de professeur de sciences. Avec sa coéquipière Julie-Ann Russell elle joue au football dans l'équipe de l'Université et remporte en 2012 le championnat d'Irlande inter-universitaire. Limerick bat en finale UCD où figure en défense centrale Louise Quinn. Alors qu'elle est étudiante à Limerick elle prend une licence dans un club amateur, Tramore, qui dispute la Waterford Ladies League. Avec ce club elle remporte la Waterford Ladies Cup en battant le Johnville FC 3-0 en finale.

### En club
Karen Duggan s'engage en même temps que Julie-Ann Russell avec le Peamount United au début de la saison 2011-2012. Cette année là, Peamount dispute deux compétitions majeures, la Ligue des champions puisque le club de Dublin a remporté la Coupe d'Irlande l'année précédente et la première saison du championnat d'Irlande féminin. En ligue des champions, Peamount dispute le tour préliminaire en Slovénie contre les Espagnoles du Rayo Vallecano, les Finlandaises du Pärnu JK et les Slovènes du ŽNK Krka. Peamount termine à la deuxième place battue seulement par le Rayo Vallecano qui se qualifie pour les 16e de finale. En championnat Duggan fait partie de l'équipe qui remporte la compétition et réalise ensuite le doublé en étant victorieuse en Coupe de la Ligue. Lors de chaque saison jusqu'en 2017 Duggan est nommée dans l'équipe type du championnat,.
Alors qu'elle joue au plus haut niveau avec Peamount, Karen Duggan exerce en 2013 et 2014 le métier de professeur de science à la Scoil Chríost Rí de Portlaoise. Elle accompagne aussi l'entraineur de l'équipe de l'école dans ses activités.
Au commencement de la saison 2013-2014, Eileen Gleeson quitte Peamount pour prendre en charge UCD Waves. Nombre de joueuses accompagnent alors Gleeson dans sa nouvelle équipe : Julie-Ann Russell, Áine O'Gorman, Dora Gorman, Chloe Mustaki et Emily Cahill toutes internationales ou futures internationales. Karen Duggan continue à être nommée dans l'équipe de la saison et obtient même en 2015-2016 le titre de meilleure joueuse du championnat. Pendant sa période sous le maillot de UCD, Duggan travaille comme consultante-analyste business et management chez Accenture.
Avant la saison 2018, Karen Duggan décide de retourner à Peamount. Après avoir remporté la Coupe de la Ligue, Peamount retrouve le titre de championne d'Irlande en 2019, le premier depuis la saison 2011-2012. Duggan et ses coéquipières sont battues en finale des coupe d'Irlande 2019 et 2020 par Wexford Youths WFC. En 2020 elles remportent de nouveau le championnat. Cette année là Duggan est pour la sixième fois dans l'équipe type du championnat et pour la deuxième fois la meilleure joueuse de la compétition.

### En équipe nationale
Karen Duggan a été sélectionnée dans toutes les classes d'âge de la sélection nationale irlandaise: des moins de 15 ans à l'équipe A en passant par les moins de 17 ans, les moins de 19 ans et les universitaires
,,. À partir de 2011 elle bénéficie du programme de suivi de la Fédération irlandaise de football en tant que joueuse à fort potentiel.
Duggan fait ses grand débuts internationaux en 2013 lors de la Cyprus Cup à l'occasion d'une victoire 1-0 sur l'Afrique du Sud.
En septembre 2018, après avoir accumulé 35 sélections, Karen Duggan annonce son retrait du football international. Elle décline, un peu plus tard, l'invitation d'Eileen Gleeson devenue l'assistante de la nouvelle sélectionneuse de l'équipe d'Irlande Vera Pauw de revenir en équipe nationale pour les qualifications à l'Euro féminin de 2022.

## Palmarès

### Sous les couleurs de Peamount
- Championnat d'Irlande
  - Vainqueur en 2011-2012, 2019 et 2020
- Coupe d'Irlande
  - Vainqueur en 2020
- Coupe de la Ligue
  - Vainqueur en 2013 et 2013

### Trophées individuels
- Membre de l'équipe de l'année du championnat d'Irlande en 2012–13, 2013–14, 2014–15, 2015–16, 2017 et 2020.
- Joueuse de l'année du championnat d'Irlande en 2015-2016 et 2020.